# 阪急電鐵1000系電聯車 (2代)
阪急電鐵1000系電聯車（日语：／ Hankyū dentetsu 1000-kei densha）是阪急電鐵使用的通勤型電聯車，並且在神戶本線與寶塚本線（合稱神寶線）上進行運轉。1000系於2013年6月6日宣布開始製造，並於同年的11月28日開始投入使用。本型車為了與初代阪急電鐵1000型電聯車進行區別，因此在部分文獻中會稱其為「新1000系」。

## 概要
1000系電聯車的設計理念為「為所有乘客打造舒適的移動空間」和「提升列車的引環保性能」。由於阪急電鐵當初規劃大量增購本型車，以替代在昭和30年代至40年代間製造並投入使用的鐵路車輛，因此在設計上注重於降低製造及維修的成本。同時因為阪急電鐵的車輛番號使用4位數的數字進行管理，若更改位數將對列車的檢修等相關系統造成影響，故本型車維持4位數的車輛番號。而1000系電聯車的機電設備也被用於阪神電氣鐵道的通勤型電車阪神5700系電聯車。

## 規格與構造

### 車體
1000系電聯車的車體採用鋁合金製的雙皮層構造，以提升列車的抗震性及隔音效果。車頭的前照燈與車體融為一體，並透過車頭正面的窗戶上方及標示燈下方的流曲線營造出新穎的外觀設計。本型車的列車資訊顯示器均為全彩LED燈，安裝於側面的顯示器則同時顯示列車目的地與類別；同時車頂也取消阪急電鐵9000電聯車採用的遮罩設計。車體側面的窗戶雖沿用9000系電聯車的連續式窗戶，但分別在車門間的區域及車廂的頭尾兩端安裝3面和2面連續式窗戶，使其外觀接近阪急電鐵鐵路車輛的傳統風格。同時本型車也使用降低噪音與提高節能效率的設備，與阪急電鐵過去使用的電車相比減少約50%的能源消耗。車體塗裝則延續阪急電鐵傳統的阪急栗與象牙色。
本型車為減少與阪急電鐵車站月台之間的高低落差，因此將客室的地板高度控制在1150mm。車體側面窗戶的尺寸縮小至與阪急電鐵8000系電聯車相同的大小。而自1018F以後的所有編組均在車體側面的窗戶上方標示車輛的番號。

### 客室裝置
1000系的內裝延續阪急電鐵的傳統設計，除了在車廂內的牆面上使用帶有木紋的化妝板外，也配置材質顏色為金橄欖綠的座椅。車窗採用具備抗UV效果的雙層玻璃，車頭正面的窗戶則使用抗紅外線的玻璃。車廂內的列車資訊顯示器採用32吋半的液晶顯示器，且行駛在車站之間的區段時可切換成兩個畫面，同時顯示天氣預報、新聞和廣告及列車的相關資訊。本型車為了避免列車上的乘客在緊急煞車時因彼此碰撞造成的傷害，因此在長條座椅的頭尾兩端安裝大型的半透明隔板；而所有的隔板上也安裝著垂直式的握把。

## 運用
1000系電聯車於2013年11月28日及12月下旬分別投入至神戶線及寶塚線上使用。而本型車也作為與能勢電鐵進行直通運轉的「日生特快」所使用的鐵路車輛。其中在神戶線及寶塚線上運行的1010F及1012F編組的列車資訊顯示器可顯示上述兩條鐵路的相關資訊，因此可以在神寶線上互相使用。如1010F曾在2018年9月於寶塚線上行駛，1012F則在2018年3月於神戶線上行駛。同時包含1111號電車的1011F則在2018年11月11日上午11點11分作為自大板梅田站開往神戶三宮站的普通列車進行運轉；而阪急電鐵也在2019年及2020年的同時刻安排相同的列車進行運轉。